# جینجر و فرد
جینجر و فرد (ایتالیایی: Ginger e Fred) فیلمی در ژانر کمدی-درام به کارگردانی فدریکو فلینی است که در سال ۱۹۸۶ منتشر شد.

## بازیگران
- مارچلو ماسترویانی
- جولیتا ماسینا
- فرانکو فابریتزی
- اتزیو مارانو
- ژاک آنری لارتیگ
- فردریش فن لدبور
- فریدریش فون تون
- کاترینا ورتووا
- انیو آنتونلی
- توتو مینیونه
- ویتوریو آماندولا
- ماریا تدسکی